# 曼木太错
曼木太错是一个位于中国青海省玉树藏族自治州的湖泊，面积约为2.66平方千米，位于青藏高原地理区。它的一级流域为长江流域，二级流域为长江干流水系。